# 光纤分布式数据接口
光纖分散式數據介面是美國國家標準學會制定的在光纜上發送數字信號的一組協議。雖然FDDI邏輯上是基於令牌环架構，但不是以IEEE 802.5協定為基礎定義的，取而代之的是衍生自IEEE 802.4協定。

## 技術特點
是使用光纖的局域網傳輸標準，最大連接約為200公里；由於比常見的乙太網遠不少，因此也可以算是城域網。協議基於令牌環協議。它不但可以支持長距離傳輸，而且還支持多用戶。用於環型網，以光纜作為傳輸介質，數據傳輸速率可達到100。的技術規格有和。通常指的就是前者。採用五類雙絞線作為傳輸介質的，稱為CDDI。使用雙環令牌傳遞網絡拓撲結構，兩環方向相反（以兩機來說，兩條為一組。一條接收用，一條發送用。），可以在100公里以上的距離支持500台計算機。因為線路材質不同，因此需依照傳輸距離選用不同材質的光纖。且時間一久光纖會變質，傳輸距離便會減短。通常用作骨幹網，用得最多的是用作LAN或校園環境大樓之間的主幹網（連接橋接器）。這種環境的特點是站點分佈在多個建築物中。連接具有許多局域網段和大圖形傳輸、語音和視頻會議以及其他帶寬要求大的應用產生的繁重流量的大型網絡。

## 技術優點
1. 較長的傳輸距離，相鄰站間的最大站間距離為200公里。
2. 具有較大的帶寬，的設計帶寬為100。
3. 具有對電磁和射頻干擾抑制能力，在傳輸過程中不受電磁和射頻噪聲的影響，也不影響其設備。
4. 光纖可防止傳輸過程中被分接偷聽，也杜絕了輻射波的竊聽，因而是最安全的傳輸媒體。

## 技術缺點
硬件價格昂貴，聯網費用大。因此目前多採用千兆快速乙太網技術實現高速網絡互連，成本與實際應用都較更加成熟和具有優勢。

### 外部連結
- FDDI/CDDI網路